# Automolis bipuncta
Automolis bipuncta är en fjärilsart som beskrevs av James John Joicey och Talbot 1924. Automolis bipuncta ingår i släktet Automolis och familjen björnspinnare. Inga underarter finns listade i Catalogue of Life.